# Picromerite
La picromerite è un minerale.